# Ivan Kononov
Pour les articles homonymes, voir Kononov.
 Ivan Nikititch Kononov (en russe : Иван Никитич Кононов), né le 2 avril 1900 (selon d'autres sources, 1906) dans la stanitsa Novonikolaïevskaïa (« Новониколаевская », actuellement Novoazovsk) et mort le 15 septembre 1967 en Australie, était un cosaque du Don, ex-lieutenant-colonel de l'Armée rouge ayant fait défection par anti-stalinisme avec son régiment entier (le 436e régiment d'infanterie) et tous ses officiers pendant la Seconde Guerre mondiale.
Devenu commandant du 15e Régiment cosaque du Don, Kononov finira la guerre ataman de toutes les troupes cosaques de l'Axe.
Ivan Kononov est sans doute le seul général russe de la Wehrmacht ayant réussi à survivre à la guerre et à la vengeance de Staline contre les traîtres au régime.